# Edward O. Welles
Edward O. Welles, ameriški obveščevalec, * 1921, Scranton, Pensilvanija, † 11. oktober 2006, Washington.

## Odlikovanja in nagrade
Leta 1996 je prejel častni znak svobode Republike Slovenije z naslednjo utemeljitvijo: »za zasluge v dobro slovenskemu narodu med drugo svetovno vojno in za krepitev prijateljstva med ZDA in Republiko Slovenijo«.